# Yoshino Ōishi
Yoshino Ōishi (大石 芳野, Ōishi Yoshino, née le 28 mai 1944) est une photojournaliste japonaise.

## Biographie
Ōishi naît à Suginami, Tokyo, le 28 mai 1944. La découverte de l'art mélanésien tandis qu'elle est étudiante à l'université Nihon exerce une grande influence sur elle, ainsi que ses visites au Vietnam et au Cambodge en 1966. Après l'obtention de son diplôme en photographie, elle devient photojournaliste indépendante, et travaille en Afrique de l'Ouest, en Asie du sud-est et en Europe.
En 1971, elle organise une exposition au Salon Nikon des photographes consacrée à un enfant Ghanaian élevé à Nagano, puis elle passe trois ans à photographier en Nouvelle-Guinée.
Elle travaille sur les portraits, et documente les effets de la dictature Khmer Rouge au Cambodge, les effets de la dioxine utilisée comme arme de destruction au Vietnam, la perestroika en Union soviétique, etc..
Le travail d'Ōishi sur le Vietnam lui vaut de recevoir le prix Domon Ken. En 1982 et 1989, elle remporte le prix annuel de la Société photographique du Japon.
Elle a enseigné à l'université polytechnique de Tokyo. Ses œuvres font partie de la collection permanente du musée métropolitain de photographie de Tokyo.

## Albums d'Ōishi
- (ja) Itoshi no Nyūginia (愛しのニューギニア?). Tokyo : Gakushū-kenkyūsha, 1978. Sur la Nouvelle-Guinée.
- (ja) Hana modashi: Ōishi Yoshino shashinshū (花黙し 大石芳野写真集?). Tokyo : Buronzu-sha, 1979.
- (ja) Onna no kuni ni natta Kanbojia (女の国になったカンボジア?). Tokyo : Ushio Shuppansha, 1980. Sur le Cambodge.
- (ja) Mukoku no tami: Kanbojia no shōgen (無告の民 カンボジアの証言?). Tokyo : Iwanami Shoten, 1981. Sur le Cambodge.
- (ja) Papua-jin: Ima seki-jidai ni ikiru (パプア人 いま石器時代に生きる?). Tokyo : Heibonsha, 1981. Sur la Papouasie.
- (ja) Wani no tami: Meraneshia geijutsu no hitobito (ワニの民 メラネシア芸術の人びと?). Tokyo : Tōjusha, 1983. Sur la Mélanésie.
- (ja) Shōnen Papanī (少年パパニー?). Tokyo : Yayoi Shobō, 1983. Sur un enfant ghanéen élevé dans la préfecture de Nagano.
- Oki no kuni (隠岐の国?). Tokyo : Kumon Shuppan, 1984.  (ISBN 4-87576-177-5).-(ja) Sur les îles Oki.
- (ja) Shōgen suru tami: Jūnen ato no Betonamu sensō (証言する民 十年後のベトナム戦争?). Tokyo : Kodansha, 1984.  (ISBN 4-06-201079-8). Sur le Vietnam.
- (ja) Okinawa ni ikiru (沖縄に活きる?). Tokyo : Yōbisha, 1986. Sur Okinawa.
- (ja) Okinawa no genzō: Uchi to soto no sōkoku (沖縄の原像 内と外との相克?). Naha: Nirai-sha, 1988.  (ISBN 4-88024-112-1). Avec Masanori Nakahodo (仲程昌徳?). Sur Okinawa.
- (ja) "Yoru to kiri" o koete: Pōrando kyōsei shūyōjo no seikansha-tachi (〈夜と霧〉をこえて ポーランド・強制収容所の生還者たち?). Tokyo : NHK, 1988.  (ISBN 4-14-008612-2). Sur les survivants des camps de concentration en Pologne.
- (ja) Yoru to kiri wa ima (夜と霧は今?) / Those Who Survived the Concentration Camps. Tokyo : Yōbisha, 1988.  (ISBN 4-946419-55-1).
- (ja) Sobieto henreki: Ōishi Yoshino shashinshū (ソビエト遍歴 大石芳野写真集?). Tokyo : NHK, 1991.  (ISBN 4-14-009166-5). Sur l'Union soviétique.
- (ja) Kanashimi no Sobieto: Minzoku o aruku (悲しみのソビエト 民族をあるく?). Tokyo : Kodansha, 1991.  (ISBN 4-06-205400-0). Sur l'Union soviétique.
- (ja) Ano hi, Betonamu ni kare-hazai ga futta: Sensō no kizu-ato o mitsumetsuzuketa shinjitsu no kioku (あの日、ベトナムに枯葉剤がふった 戦争の傷あとを見つめつづけた真実の記録?). Tokyo : Kumon Shuppan, 1992.  (ISBN 4-87576-741-2). Sur le Vietnam.
- (ja) Okinawa: Datsuwa no jidai (沖縄・脱和の時代?). Naha: Nirai-sha, 1992.  (ISBN 4-88024-157-1). Sur Okinawa. Texte de Takeshi Miki (三木健?).
- (ja) Konbojia kugai tenshō: Ōishi Yoshino foto-dokyumento (カンボジア苦界転生 大石芳野フォト・ドキュメント?). Tokyo : Kodansha, 1993.  (ISBN 4-06-314603-0).
- (ja) Kamera o kata ni mita sekai (カメラを肩に見た世界?). Messēji 21. Tokyo : Rōdō-junpō-sha, 1993.  (ISBN 4-8451-0323-0).
- (ja) Hiroshima hanseki no shōzō: Yasuragi o motomeru hibi (半世紀の肖像 やすらぎを求める日々?). Tokyo : Kadokawa Shoten, 1995.  (ISBN 4-04-851108-4). Sur Hiroshima.
- (ja) Chiisa na kusa ni (小さな草に?). Tokyo : Asahi Shinbunsha, 1997.  (ISBN 4-02-257060-1).
- (ja) Kakki afurete nagai sensō no ato: Betonamu (活気あふれて長い戦争のあと ベトナム?). Ajia no kodomo-tachi. Tokyo : Sōdo Bunka, 1997.  (ISBN 4-7945-0711-9). Sur les enfants vietnamiens.
- (ja) Okinawa wakanatsu no kioku (沖縄若夏の記憶?). Tokyo : Iwanami Shoten, 1997.  (ISBN 4-00-022358-5). Sur Okinawa.
- (ja) Inochi no ki: Ajia no hitobito to shizen (生命の木 アジアの人びとと自然?). Tokyo : Sōdo Bunka, 1998.  (ISBN 4-7945-0764-X).
- (ja) Betonamu rin to: Ōishi Yoshino shashinshū (ベトナム凛と 大石芳野写真集?) / Vietnam after the War. Tokyo : Kodansha, 2000.  (ISBN 4-06-210395-8).
- (ja) Kosobo hakai no hate ni: Ōishi Yoshino shashinshū (コソボ破壊の果てに 大石芳野写真集?) / Ethnic Cleansing in Kosovo. Tokyo : Kodansha, 2002.  (ISBN 4-06-211309-0).
- (ja) Afuganisutan senka o ikinuku: Ōishi Yoshino shashinshū (アフガニスタン戦禍を生きぬく 大石芳野写真集?) / Afghanistan: Life under Fire and the Sword. Tokyo : Fujiwara Shoten, 2003.  (ISBN 4-89434-357-6).
- (ja) Kosobo zetsubō no fuchi kara asu e (コソボ絶望の淵から明日へ?). Tokyo : Iwanami Shoten, 2004.  (ISBN 4-00-026964-X). On Kosovo.
- (ja) Kodomo ikusayo no naka de: Ōishi Yoshino shashinshū (子ども戦世のなかで 大石芳野写真集?). Tokyo : Fujiwara Shoten, 2005.  (ISBN 4-89434-473-4). Sur les enfants.
- (ja) Tamashii to no deai: Shashinka to shakaigakusha no taiwa (魂との出会い 写真家と社会学者の対話?). Tokyo : Fujiwara Shoten, 2007.  (ISBN 978-4-89434-601-7). Conversations avec le sociologue Kazuko Tsurumi (鶴見和子?).
- (ja) Kurokawa-nō no sato: Shōnai ni idakarete (黒川能の里 庄内にいだかれて?). Tokyo : Seiryū Shuppan, 2008.  (ISBN 978-4-86029-214-0). Avec un texte d'Akiko Baba (馬場あき子?). sur le théâtre nō de Tsuruoka, (Yamagata).
- (ja) "Fu-hatsudan" to ikiru: Inori o oru Raosu (<不発弾>と生きる 祈りを織るラオス?). Tokyo : Fujiwara Shoten, 2008.  (ISBN 978-4-89434-661-1).- Sur le Laos.
- (ja + en) Shimura no iro: Shimura Fukumi, Shimura Yōko no senshoku (しむらのいろ 志村ふくみ・志村洋子の染織?) / Colors of the Shimuras. Tokyo : Kyūryūdō, 2009.  (ISBN 978-4-7630-0935-7). Sur les kimono de Shimura Fukumi et sa fille Yōko, accompagné d'un texte d'elles.